# جار الله محمد بن عبد العزيز
محمد بن عبد العزيز بن عمر بن محمد ابن فهد، الهاشمي، من سلالة محمد بن الحنفية، الملقب بـ أبو الفضل، محب الدين، والمشهور بـ جار الله (20 رجب 891 هـ/ 1486م - 15 جمادى الآخرة 954 هـ/1547م) هو مؤرخ من أهل مكة، ولد وتوفي فيها، أرّخ لمكة والطائف، وترجم شخصياتهما، وأهتم بتخريج ودراسة الأحاديث النبوية الشريفة.

## إسمه ولقبه
جار الله محمد بن عبد العزيز بن نجم الدين عمر بن تقي الدين محمد بن محمد بن محمد بن محمد بن عبد الله بن محمد بن فهد بن حسن بن محمد بن عبد الله بن سعد بن هاشم بن محمد بن أحمد بن عبد الله بن القاسم بن عبد الله بن جعفر بن عبد الله بن محمد، الشهير بابن الحنفية، بن علي بن أبي طالب، الهاشمي العلوي، المكي الشافعي، يلقب بالمحب أو محب الدين، وبأبي الفضل ومحيي الدين، وسراج الدين، ولكن اللقب الأكثر شهرة جار الله.
أمهُ كمالية بنت أبي بكر أحمد بن محمد بن محمد بن أبي الخير محمد بن فهد الهاشمي المكي.

## نسبه
يعود نسب جار الله محمد بن فهد الى والد جده محمد بن محمد بن محمد بن عبد الله بن محمد بن فهد القرشي الهاشمي الاصفوني، نسبة الى اصفُوْن في صعيد مصر، المولود بمكة تقريباً في عام 760 هـ، سمع من ابن حبيب، سنن ابن ماجة، ومقامات الحريري، وغير ذلك، وأجاز له عدة مشايخ من الشام ومصر والإسكندرية، وحدّث، وكان جده لوالدته الشيخ نجم الدين الاصفوني، له ضياع ودور بها ثم عاد نجم الدين عمر بن فهد إلى مكة واقام بها حتى وفاته سنة 885 هـ.

## ولادته ونشأته
ولد جار الله بن فهد المكي في ليلة السبت، العشرين من رجب سنة إحدى وتسعين وثمانمائة، نشأ في كنف أبويه. حفظ القرآن وكتباً اخرى منها: الأربعين للنووي، تلقى علومه على مشايخ عصره، أمثال، جلال الدين السيوطي، وشمس الدين بن طولون، وأبي زهير بركات بن حسن بن بركات الحسني، وغيرهم، كان جار الله قد لازم والده عبد العزيز في القراءة والسمع، فأكثر عليه في قراءة الكتب الكبار والارجاز الصغار، وانتفع بارشاده وخرّج الأسانيد والمشيخات لجماعة من مشايخه.